# 플레밍 예르겐센
플레밍 예르겐센(Flemming Jørgensen, 1947년 2월 7일 ~2011년 1월 1일 )는 덴마크의 가수이다. 음악 그룹 밤세스 베네르의 일원으로도 활동했었다. 유로비전 송 콘테스트 1980에서 덴마크 대표로 참가했다.